# Рибники
Ри́бники —  село в Україні, у Саранчуківській сільській громаді Тернопільського району Тернопільської області. Розташоване на річці Золота Липа, на заході району. До 10 серпня 2017 року центр однойменної  сільради, якій було підпорядковане село Нова Гребля. 
Населення — понад 200 осіб станом на 2023 рік. Дворів — 117.

## Географія

### Клімат
Для села характерний помірно континентальний клімат. Рибники розташовані у «холодному Поділлі» — найхолоднішому регіоні Тернопільської області.
| Клімат Рибник             | Клімат Рибник | Клімат Рибник | Клімат Рибник | Клімат Рибник | Клімат Рибник | Клімат Рибник | Клімат Рибник | Клімат Рибник | Клімат Рибник | Клімат Рибник | Клімат Рибник | Клімат Рибник | Клімат Рибник |
| Показник                  | Січ.          | Лют.          | Бер.          | Квіт.         | Трав.         | Черв.         | Лип.          | Серп.         | Вер.          | Жовт.         | Лист.         | Груд.         | Рік           |
| Середній максимум, °C     | −1,2          | 0,2           | 5,3           | 13,3          | 19,3          | 22,5          | 23,8          | 23,2          | 18,9          | 13,0          | 5,8           | 1,0           | 12            |
| Середня температура, °C   | −4,2          | −2,7          | 1,6           | 8,4           | 13,9          | 17,2          | 18,5          | 17,8          | 13,8          | 8,5           | 2,9           | −1,6          | 7             |
| Середній мінімум, °C      | −7,1          | −5,6          | −2            | 3,6           | 8,5           | 11,9          | 13,2          | 12,4          | 8,7           | 4,0           | 0,0           | −4,1          | 3             |
| Норма опадів, мм          | 32            | 31            | 33            | 50            | 77            | 91            | 95            | 70            | 55            | 38            | 37            | 39            | 648           |
| ------------------------- | ------------- | ------------- | ------------- | ------------- | ------------- | ------------- | ------------- | ------------- | ------------- | ------------- | ------------- | ------------- | ------------- |
| Джерело: climate-data.org |               |               |               |               |               |               |               |               |               |               |               |               |               |

## Історія
Відоме від XVII століття.
Діяли товариства «Просвіта», «Сільський господар», «Союз українок», «Рідна школа», кооператива.
12 червня 2020 року, відповідно до Розпорядження Кабінету Міністрів України від  № 724-р «Про визначення адміністративних центрів та затвердження територій територіальних громад Тернопільської області», село увійшло до складу Саранчуківської сільської громади.
19 липня 2020 року, в результаті адміністративно-територіальної реформи та ліквідації Бережанського району, село увійшло до складу новоутвореного Тернопільського району.

## Релігія
- дві церкви Різдва Пресвятої Богородиці (1881, ПЦУ; 1997, УГКЦ);
- Каплиця (1937, відновлена 1999);
- Пам'ятний хрест на честь скасування панщини (1848);
- Фігура Матері Божої Непорочного Зачаття (1931).

У травні 2015 року парафія УАПЦ Різдва Пресвятої Богородиці перейшла до складу УПЦ КП.

## Пам'ятки
Насипано символічну могилу Борцям за волю України

## Соціальна сфера
Працюють клуб, бібліотека, ФАП, відділення зв'язку, торговельний заклад.

## Відомі люди

### Народилися
- Михайло Юзенів - український громадський діяч в діаспорі.
- Теодозій Лежогубський - український релігійний та громадський діяч, публіцист .

## Галерея

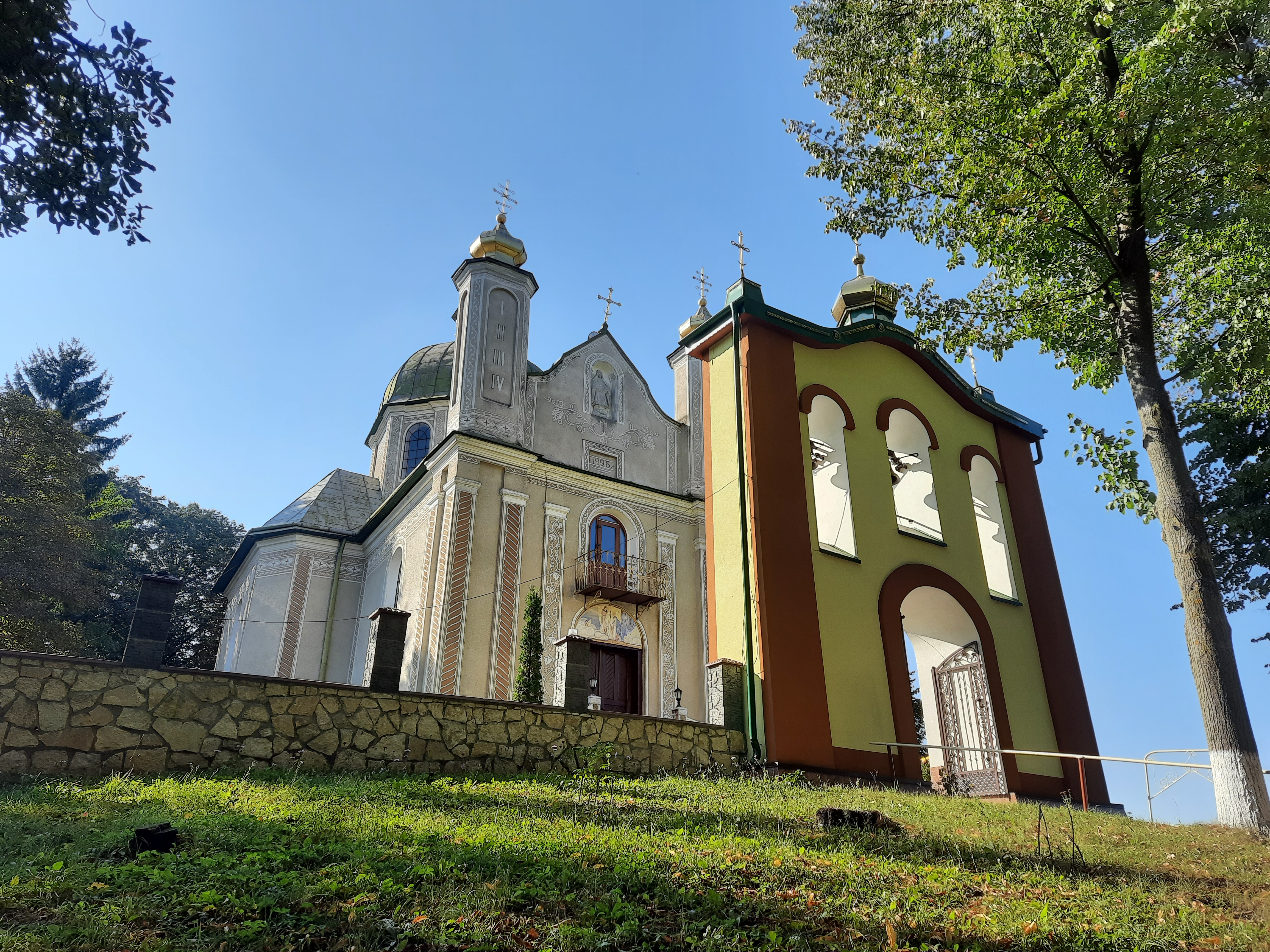
Церкви Різдва Пресвятої Богородиці (1881) ПЦУ
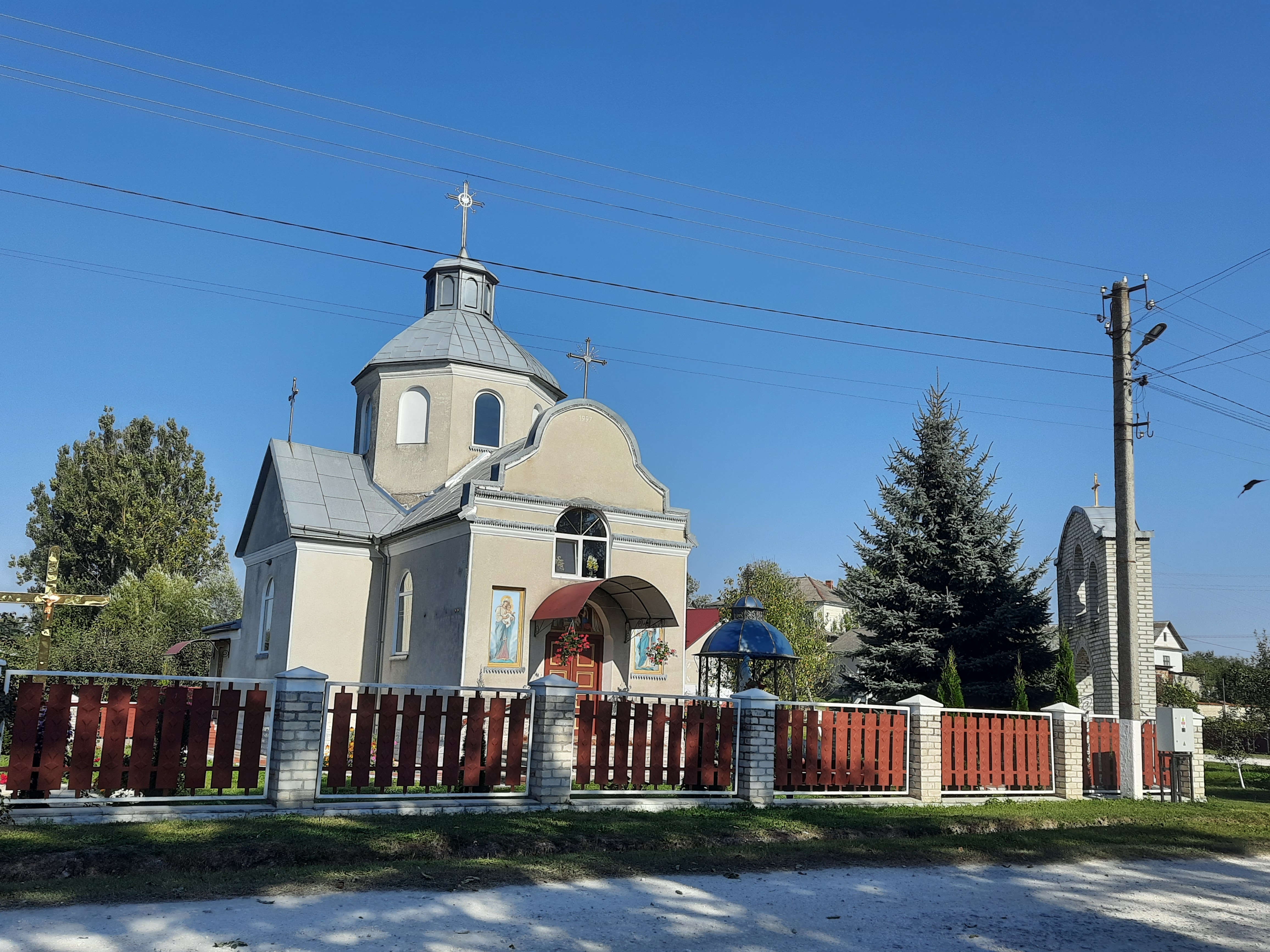
Церква Введення в храм Діви Марії (1990-ті) УГКЦ
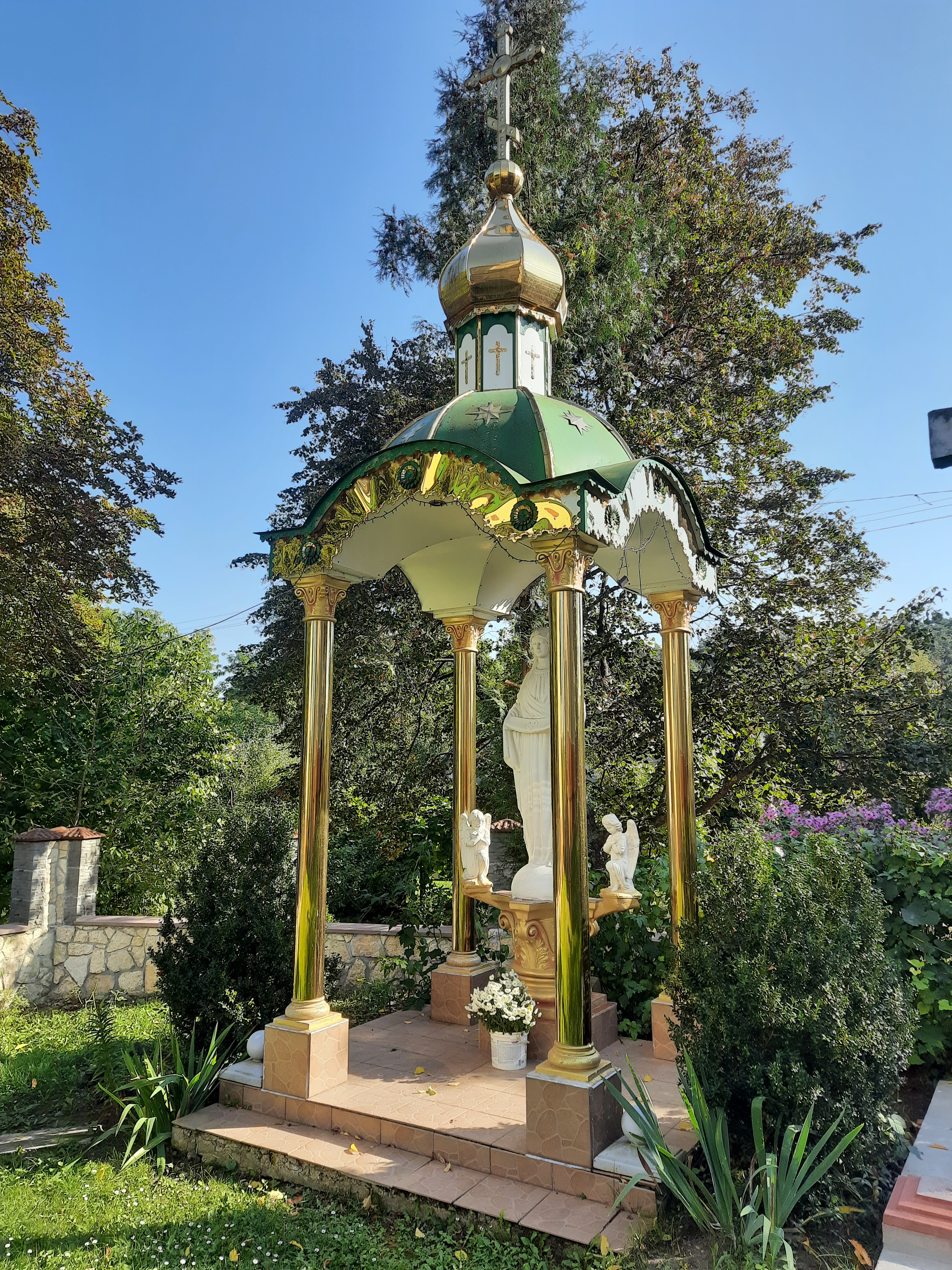
Статуя Божої Матері.
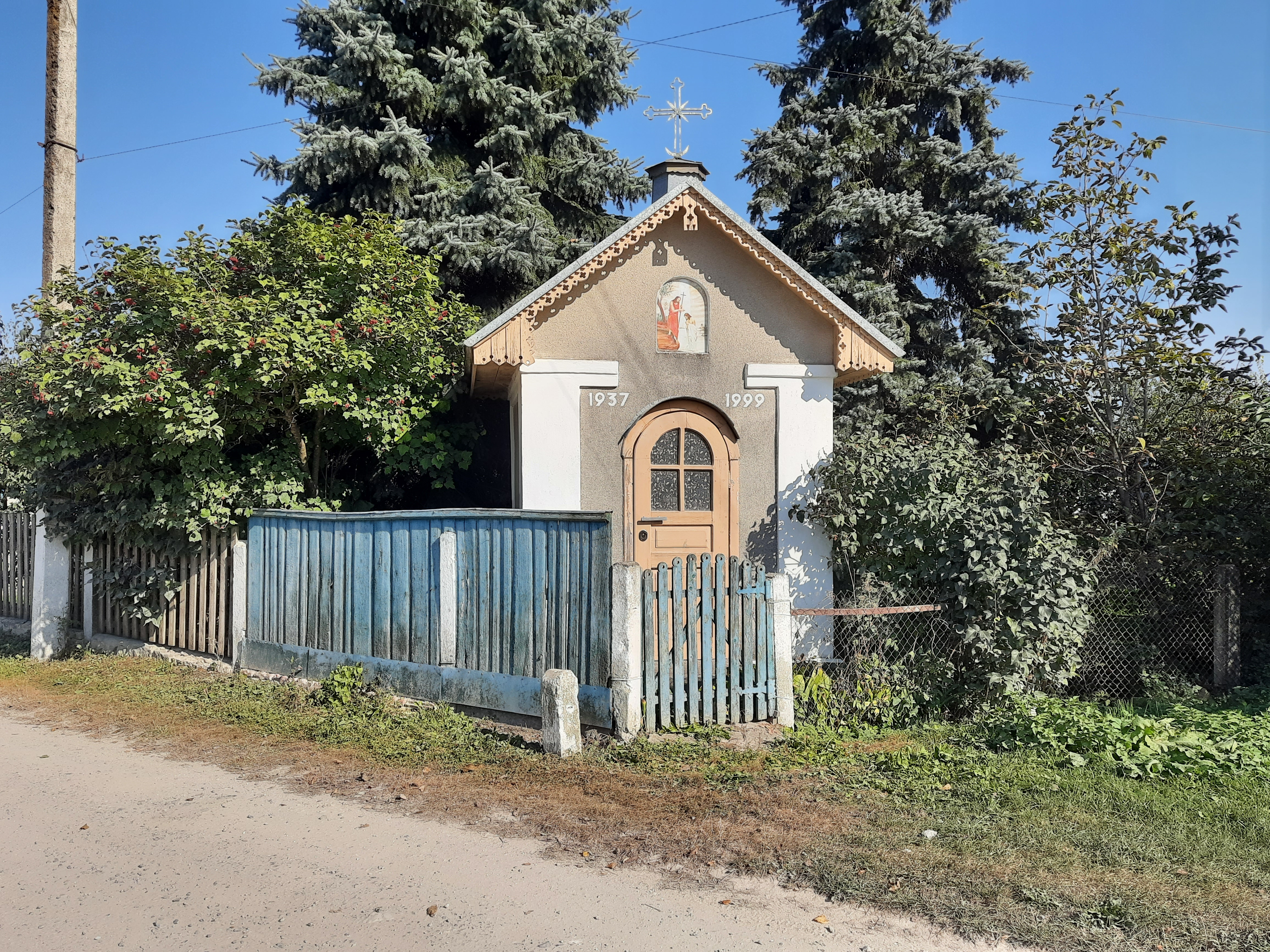
Капличка
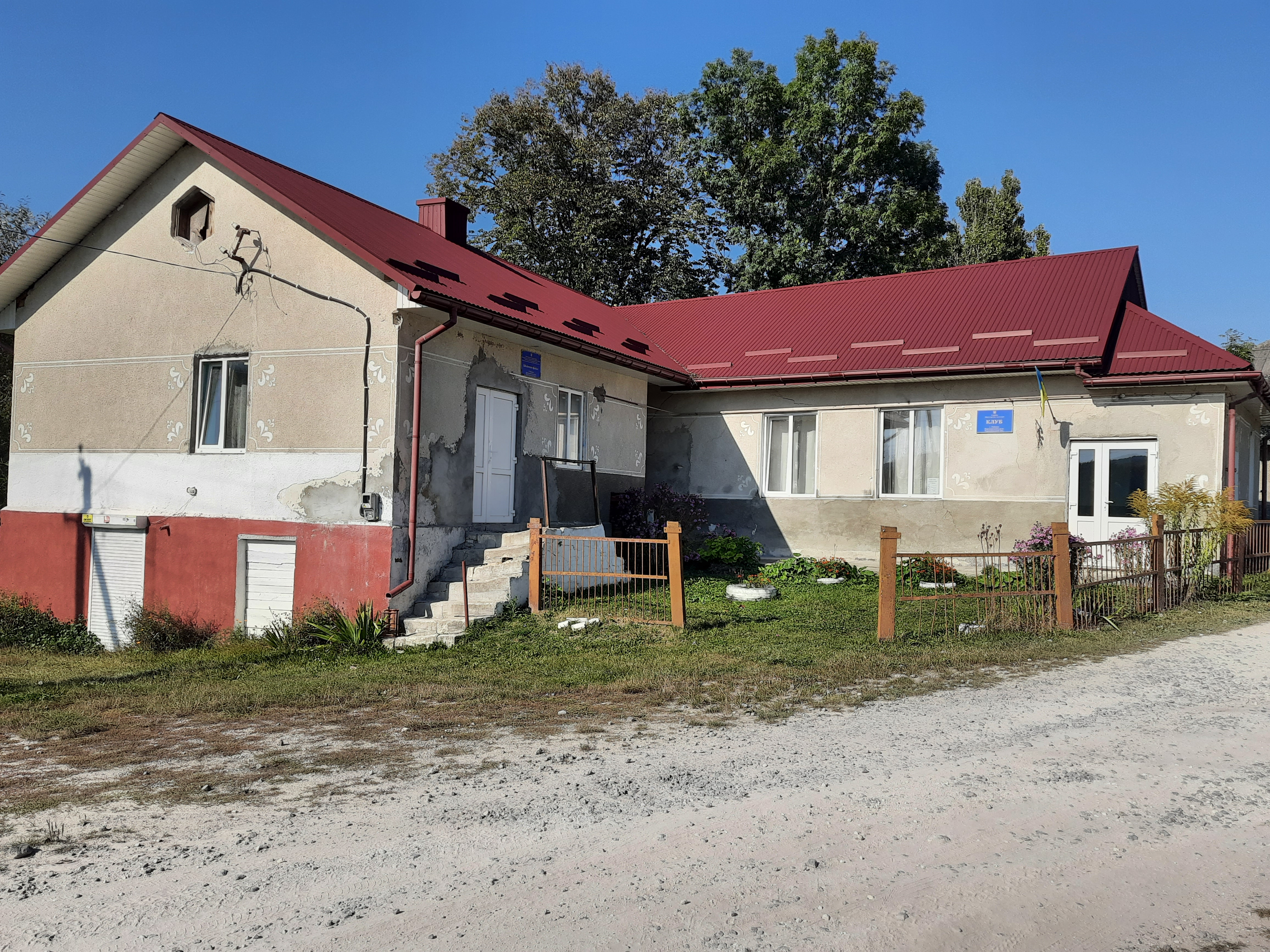
Клуб
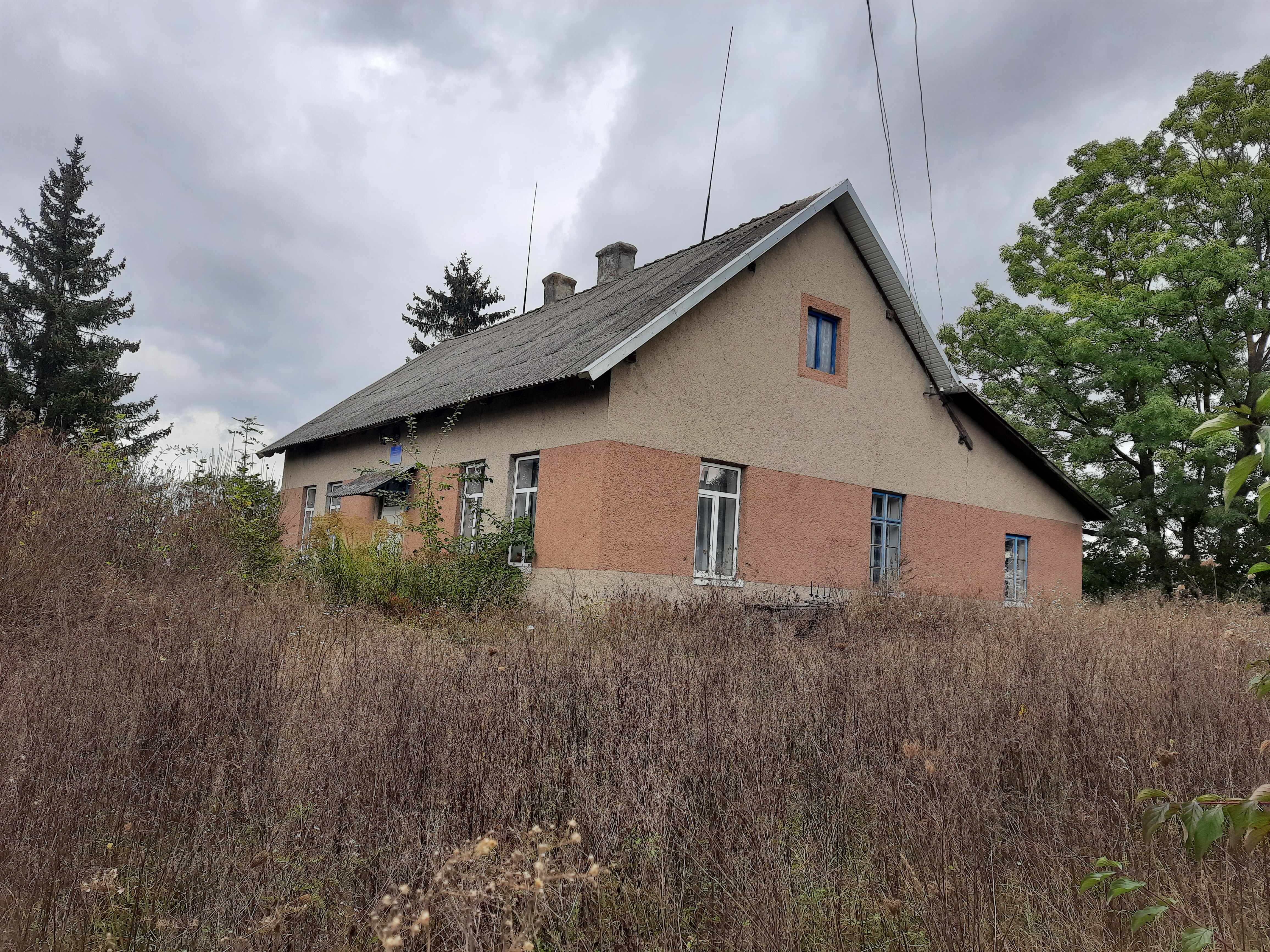
Будівля школи початкових класів
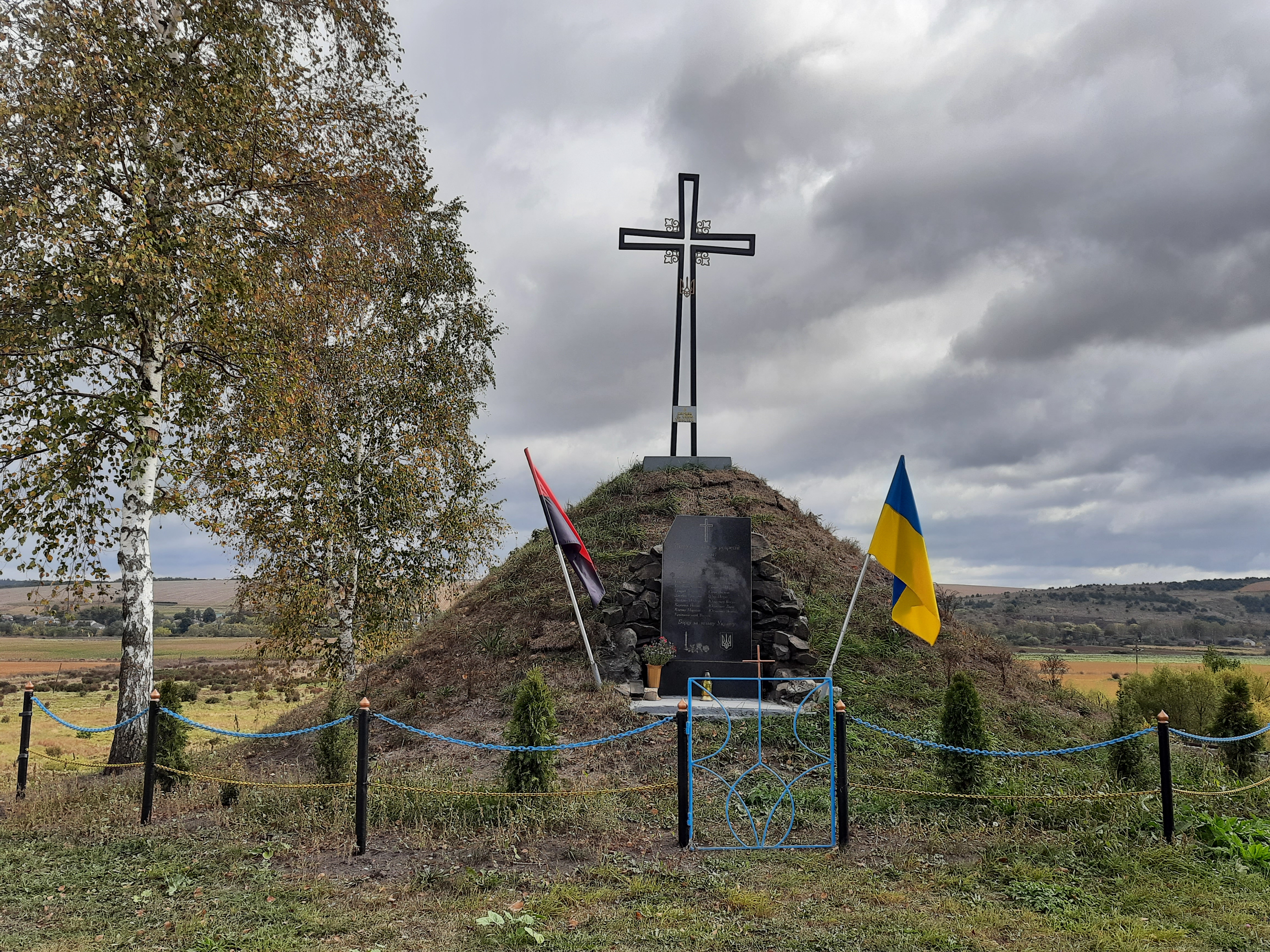
Символічна могила жертвам війни і репресій 1939-1947рр.
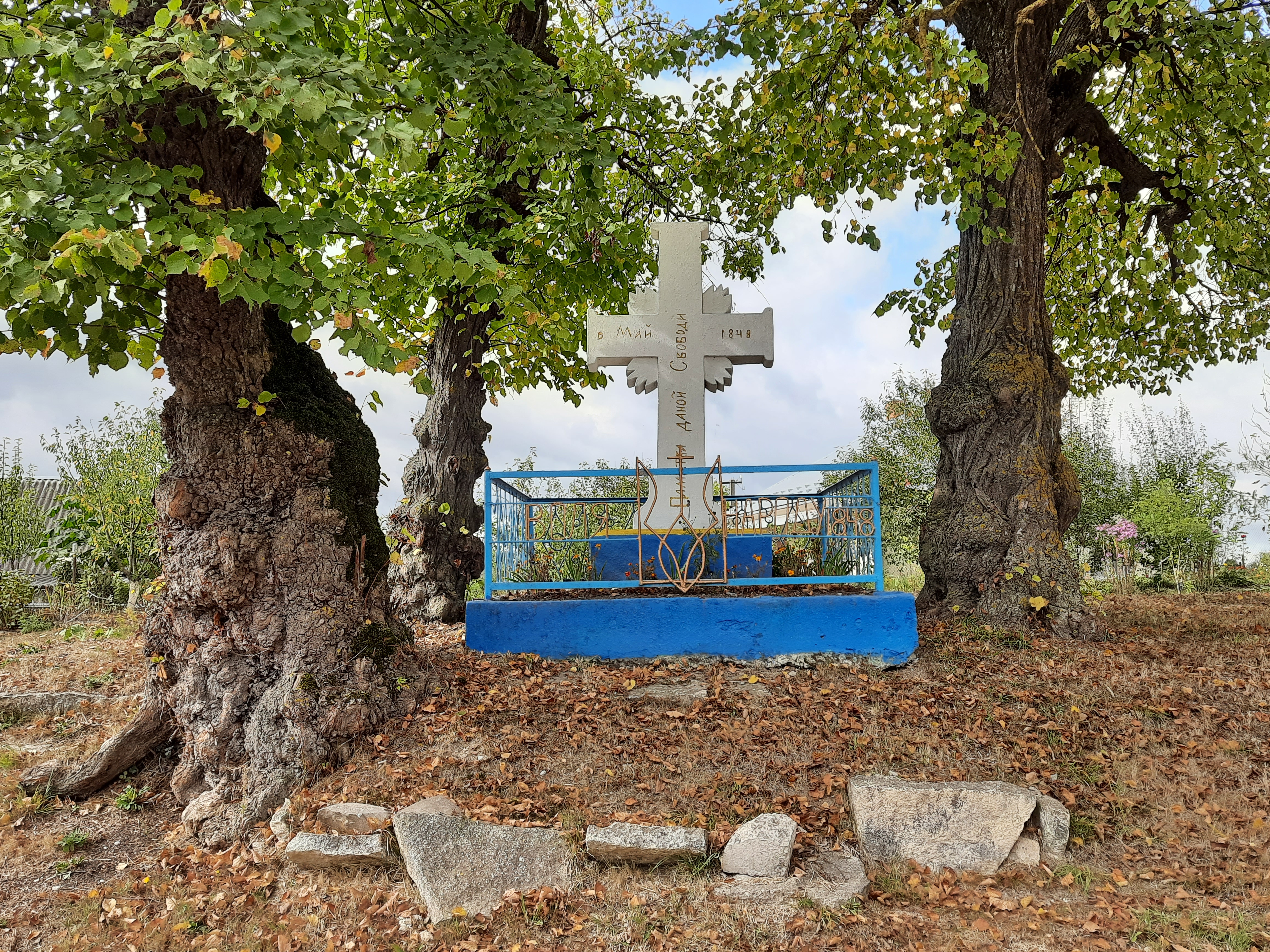
Пам'ятний хрест на честь скасування панщини у 1848 році
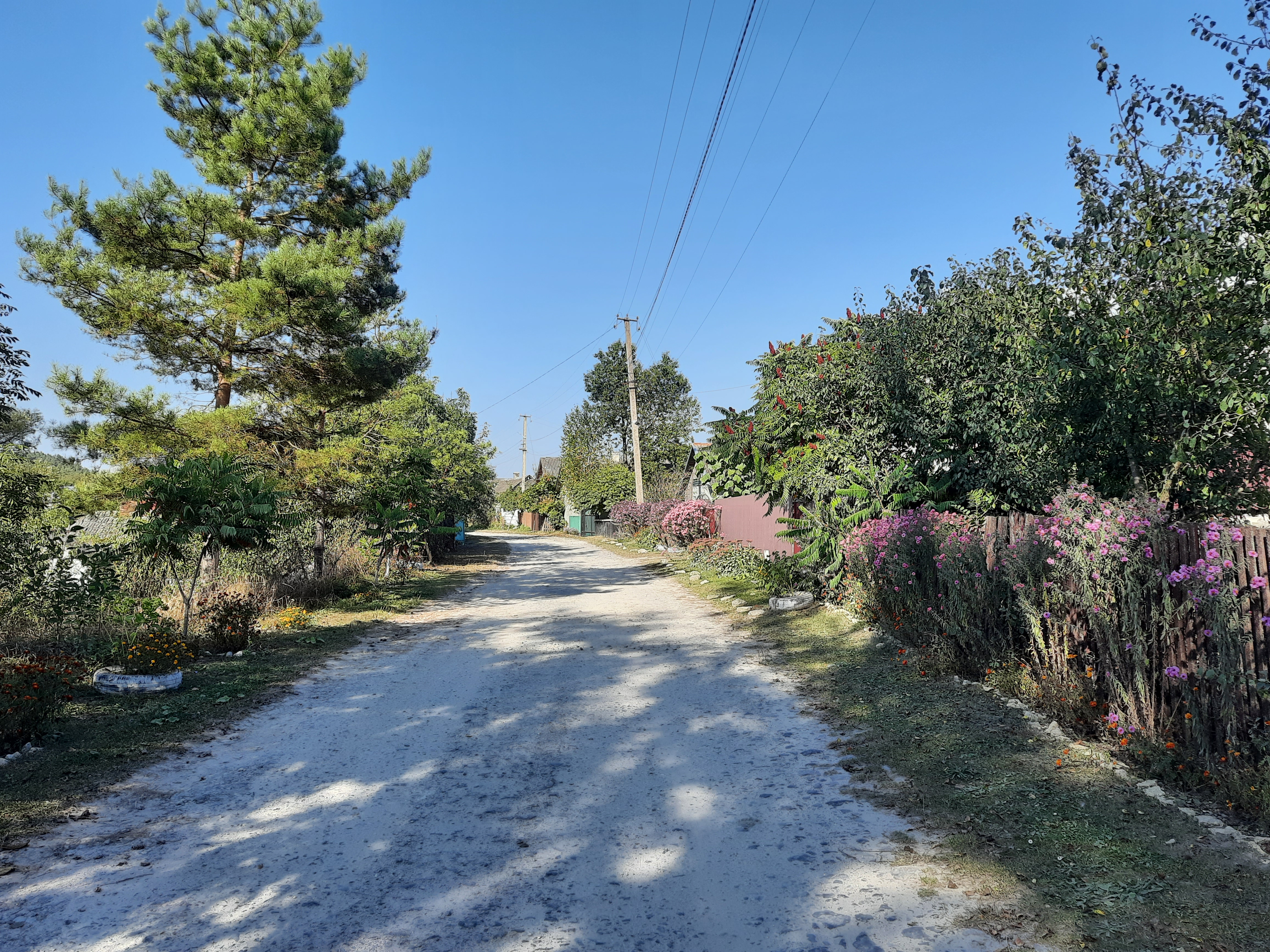
Сільська вулиця.
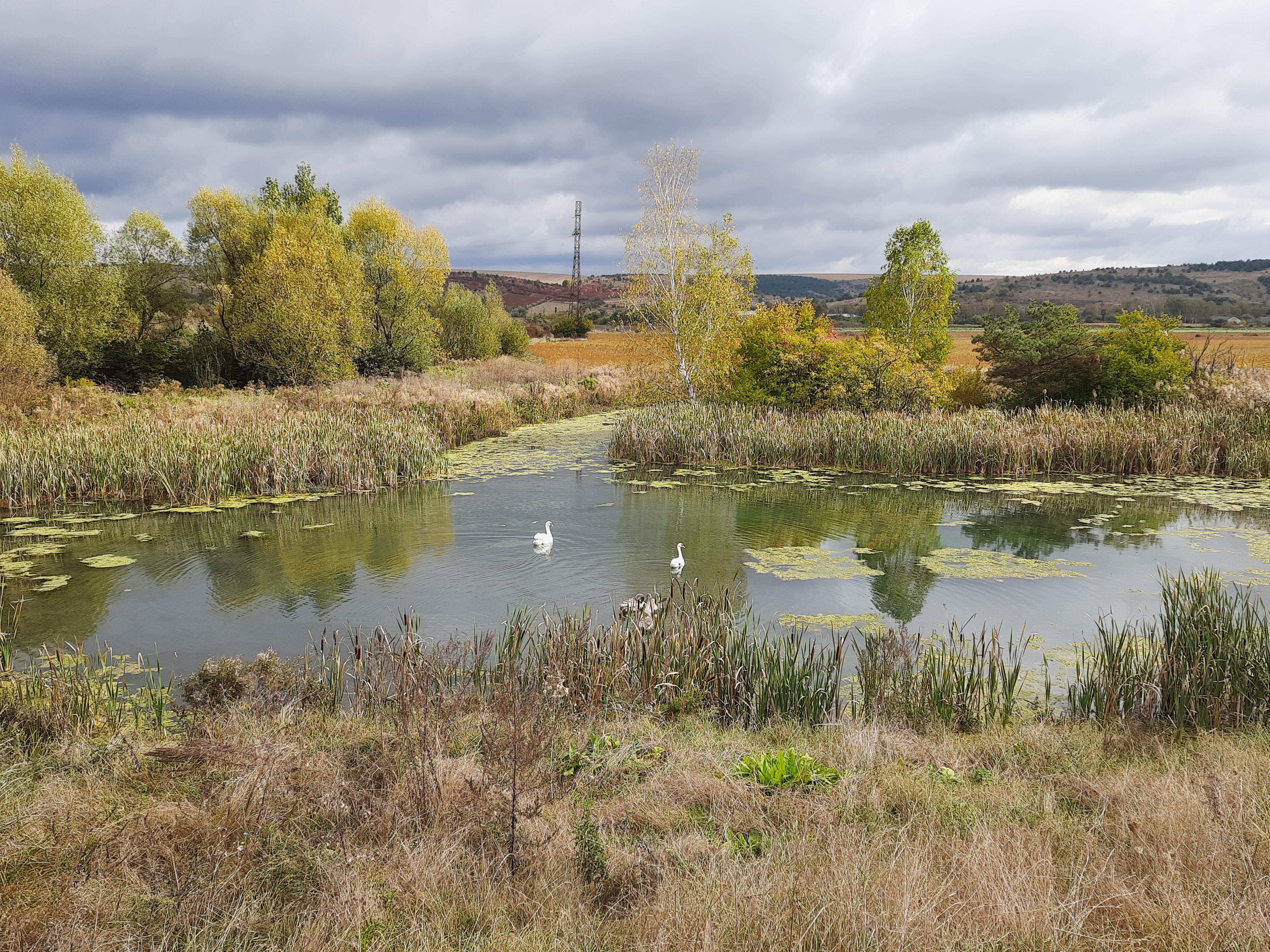
Ставок біля села